# شيلدبرايش 2022
شيلدبرايش 2022 (بالفرنسية: Grand Prix de l'Escaut 2022)‏ هو سباق دراجات هوائية، وهو الموسم 110 من شيلدبرايش، وأقيم في 6 أبريل 2022 ضمن سباقات سلسلة سباقات الاتحاد الدولي للدراجات للمحترفين 2022.
فاز بالمركز الأول ألكسندر كريستوف، وبالمركز الثاني داني فان بوبل، وبالمركز الثالث سام ويلسفورد.

## الفرق
| فرق عالمية (9)- Bora-Hansgrohe - Cofidis - Intermarché-Wanty-Gobert Matériaux - Lotto-Soudal - Quick-Step Alpha Vinyl - BikeExchange-Jayco - Team DSM - Trek-Segafredo - UAE Team Emirates فرق برو (9)- Alpecin-Fenix - Arkéa-Samsic - بي آند بي هوتيلز 2022 ‏ - Bardiani-CSF-Faizanè - بنجوال باوليز ساوكس دبليو بي 2022 ‏ - سبورت فلاندرين بالويس 2022 ‏ - نوفو نورديسك 2022 ‏ - TotalEnergies - أونو اكس برو سايكلنج تيم 2022 ‏ فرق قارية (3)- بيت سايكلنج 2022 ‏ - إيفوبرو ريسينغ ‏ - Minerva Cycling Team ‏ |  |
| |  |

## التصنيف العام النهائي
| التصنيف العام         | التصنيف العام      | التصنيف العام   | التصنيف العام                      | التصنيف العام |
| العداء                | العداء             | البلد           | الفريق                             | الوقت         |
| --------------------- | ------------------ | --------------- | ---------------------------------- | ------------- |
| 1                     | ألكسندر كريستوف    | النرويج         | Intermarché-Wanty-Gobert Matériaux | 4 س 06 د 02 ث |
| 2                     | داني فان بوبيل     | هولندا          | بورا هانسغروه                      | + 24 ث        |
| 3                     | سام ويلسفورد       | أستراليا        | Team DSM                           | + 24 ث        |
| 4                     | Casper van Uden ‏   | هولندا          | Team DSM                           | + 26 ث        |
| 5                     | إدوارد ثيونس       | بلجيكا          | تريك سيغافريدو                     | + 26 ث        |
| 6                     | Kenneth Vanbilsen ‏ | بلجيكا          | Cofidis                            | + 28 ث        |
| 7                     | دانيال مكلاي       | المملكة المتحدة | اركيا سامسيك                       | + 28 ث        |
| 8                     | جاسبر فيليبسين     | بلجيكا          | Alpecin-Fenix                      | + 28 ث        |
| 9                     | تيم ميرلير         | بلجيكا          | Alpecin-Fenix                      | + 28 ث        |
| 10                    | ريان مولين         | جمهورية أيرلندا | بورا هانسغروه                      | + 28 ث        |
| مصدر: ProCyclingStats |                    |                 |                                    |               |

## وصلات خارجية
- الموقع الرسمي
- لمحة عن سباق شيلدبرايش 2022 على موقع  ProCyclingStats   (برو  سايكلنج  ستاتس) - إحصاءات  محترفي  الدراجات.
- شيلدبرايش 2022 على موقع إحصائيات الدراجات الإحترافية (الإنجليزية)